# Patrik Sinkewitz
Patrik Sinkewitz né le 20 octobre 1980 à Fulda, est un coureur cycliste allemand, professionnel entre 2001 et 2014.

## Biographie
Cycliste professionnel depuis 2001 dans l'équipe Mapei-Quick Step qui est rebaptisée Quick Step-Davitamon en 2003. Jeune coureur prometteur, Patrik Sinkewitz s'est surtout distingué en remportant le Tour d'Allemagne en 2004 et en terminant toujours parmi les 10 premiers lors des classiques ardennaises. Toujours très fort, très puissant dans les côtes, mais manquant un peu de rapidité lors des sprints pour la victoire finale. En 2006, il signe un contrat avec l'équipe T-Mobile pour progresser et pour emmener son leader Jan Ullrich dans la montagne lors du Tour de France, mais après l'exclusion de Jan Ullrich, son nouveau leader est désormais Andreas Klöden. Il s'est montré en bonne condition sur le Tour de France 2006 et il termine 6e de la 7e étape (contre-la-montre) le 8 juillet. Il fait partie des hommes de tête lors de la 17e étape le 20 juillet avant de se faire distancer dans la dernière ascension. Le 8 juin 2007, il est contrôlé positif à un test antidopage. Cette annonce a entraîné la suspension de la diffusion du Tour de France sur les chaînes publiques allemandes ARD et ZDF jusqu'à nouvel ordre.
Il passe alors rapidement aux aveux et donne aux enquêteurs d'importants détails sur le dopage dans le peloton cycliste. Sa coopération lui valut de n'être condamné qu'à une suspension d'un an. 
En novembre 2008, il signe avec PSK Whirpool, formation continentale. Il remporte en 2009 ses premières victoires depuis son retour de suspension.
En 2010, il n'est pas conservé par PSK Whirlpool-Author. Il s'engage fin mai avec l'équipe ISD-Neri. Le 18 mars 2011, l'UCI annonce qu'« un résultat d'analyse anormal (présence d’hormone de croissance recombinante) dans un échantillon de sang prélevé sur ce coureur lors d'un contrôle en compétition effectué [...] le 27 février 2011 lors du GP de Lugano ». Il est provisoirement suspendu et risque la suspension à vie en raison de sa récidive. En juin 2012, la tribunal arbitral du sport allemand blanchit Sinkewitz.
Le 24 février 2014, le Tribunal arbitral du sport (TAS) confirme la décision de l'agence antidopage allemande (NADA) et lui inflige une suspension de huit ans, jusqu'en 2022. 
Malgré cette décision, le coureur tente de prendre le départ en mars 2014 de l'Istrian Spring Trophy, course organisée par son équipe Meridiana Kamen.
En août 2017, il refait parler de lui en étant exclu du Tour des Dolomites (une cyclotouriste internationale disputée en Italie). Après avoir terminé troisième puis sixième des deux premières étapes, les organisateurs l'excluent car ils se sont rendu compte qu'il est toujours suspendu. Il s'est inscrit à l'épreuve sans signifier qu'il a été condamné deux fois pour dopage tout au long de sa carrière et a été suspendu en février 2014 comme récidiviste pendant huit ans. Sa suspension est alors prolongée de 4 années supplémentaires, soit un total de 12 ans jusqu'en 2024.

## Palmarès
| - 1998 - Une étape des Tre Ciclistica Bresciana - 2e des Tre Ciclistica Bresciana - 3e de la Vuelta al Besaya - 3e du championnat d'Allemagne sur route juniors - 9e du championnat du monde sur route juniors - 2000 - Tour de Thuringe - 2e étape du Tour des régions italiennes - 3eb étape du Grand Prix Guillaume Tell (contre-la-montre) - 2e de la Ronde de l'Isard d'Ariège - 2e du Tour des régions italiennes - 2002 - Grand Prix Winterthur - 2e du Giro d'Oro - 3e du Trofeo Poggiridente-Sondrio - 2003 - 2e du championnat d'Allemagne sur route - 2e du Tour de Bavière - 2e de la Japan Cup - 8e du Tour de Lombardie - 2004 - Tour d'Allemagne : - Classement général - 3e étape - Japan Cup - 7e du Tour de Suisse - 2005 - 6e de l'Amstel Gold Race - 7e de la Flèche wallonne - 10e du Tour d'Allemagne | - 2006 - 1re étape du Tour de Hesse - 2e du Tour de Hesse - 4e de Liège-Bastogne-Liège - 4e du Tour du Pays basque - 5e de l'Amstel Gold Race - 5e de la Flèche wallonne - 2007 - Grand Prix de Francfort - 2009 - Tour de Saxe : - Classement général - 3e étape - 3e étape du Tour du Portugal - 2010 - 1re étape du Brixia Tour (contre-la-montre par équipes) - Tour de Romagne - 2013 - 2e étape de l'Istrian Spring Trophy - Semaine cycliste lombarde : - Classement général - 1re et 2e étapes - 2e du Grand Prix de l'industrie et de l'artisanat de Larciano - 3e de l'Istrian Spring Trophy - 3e du Raiffeisen Grand Prix - 3e du Tour de Slovénie - 2014 - 2e du Trofeo Laigueglia |  |

## Résultats sur les grands tours

### Tour de France
3 participations
- 2005: 59e
- 2006: 23e
- 2007: non-partant (9e étape)

### Tour d'Espagne
2 participations
- 2003 : 73e
- 2004 : abandon (9e étape)

## Classements mondiaux
| Année              | 2005 | 2006 | 2007 | 2008 | 2009 | 2010 | 2011 | 2012 | 2013 | 2014 |
| ------------------ | ---- | ---- | ---- | ---- | ---- | ---- | ---- | ---- | ---- | ---- |
| Classement ProTour | 100e | 24e  |      |      |      |      |      |      |      |      |
| UCI Asia Tour      |      |      |      |      |      |      | 250e |      |      |      |
| UCI Europe Tour    |      |      |      |      | 41e  | 49e  |      | 518e | 11e  | 240e |